# Ilan Van Wilder
Ilan Van Wilder (Jette, 14 mei 2000) is een Belgisch professioneel wielrenner die vanaf 2022 uitkomt voor Quick Step-Alpha Vinyl (in 2023 onder de naam Soudal Quick-Step), nadat hij eerder uitkwam voor Team DSM.

## Carrière
In 2018 werd hij vice-Belgisch kampioen tijdrijden voor junioren in Vresse-sur-Semois, na Remco Evenepoel en voor Milan Paulus. Op 13 juli 2018 werd hij vice-Europees kampioen tijdrijden voor junioren in Brno, opnieuw na Evenepoel. In 2018 won hij tevens Nokere Koerse Juniors en de tijdrit in de Driedaagse Axel Juniors. In het eindklassement van de Giro della Lunigiana behaalde hij de tweede plaats, na opnieuw Remco Evenepoel. Tijdens het WK tijdrijden in Innsbruck voor junioren, reed hij de zesde tijd, maar na een tijdstraf werd hij naar de zevende plaats verwezen. Twee dagen later kwam hij tijdens de WK wegrit ten val in de afdaling en moest opgeven.
Sinds 2019 rijdt hij in de beloftencategorie, of U23, voor Lotto Soudal U23, de opleidingsploeg van Lotto Soudal. Hier won hij als eerstejaars belofte het provinciaal kampioenschap tijdrijden van Vlaams-Brabant, en het jongerenklassement van Le Triptyque des Monts et Châteaux. In de Ronde Van Vlaanderen U23 en Luik Bastenaken Luik U23 behaalde hij meteen een top 15 notering. Op het Belgisch kampioenschap tijdrijden voor U23 in Sint-Lievens-Houtem, werd hij op 1 mei 2019 als eerstejaars belofte meteen derde achter Brent Van Moer en Jasper De Plus. In de rittenkoersen Orlen Nations Grand Prix (3de), Ronde van de Isard (7de) en de Grote Prijs Priessnitz spa (4de), eindigde hij telkens als beste eerstejaars belofte, met top 10 noteringen in het algemeen klassement. In de Grote Prijs Priessnitz spa (voormalig Course de la Paix U23) won hij tevens de koninginnen etappe.
De grote doorbraak in zijn eerste jaar als U23, kwam er tijdens de prestigieuze rittenwedstrijd Tour de l'Avenir, waar hij met een derde plaats het podium haalde.
In 2020, na slechts één jaar in de beloften categorie te hebben gereden, werd Van Wilder prof bij Team Sunweb. In zijn eerste rittenkoers, de Ronde van de Algarve, werd hij meteen 17de in het algemeen klassement. Later dat jaar veroverde hij de bronzen medaille op het Europees kampioenschap tijdrijden voor beloften. In 2021 probeerde van Wilder voortijdig zijn contract te laten ontbinden. Hoewel hij nog tot eind 2022 een contract had, was hij in de zomer van 2021 met verschillende andere ploegen in bespreking over een overgang. De teamleiding wilde hem echter niet laten gaan. Hoofcoach Rudi Kemna verklaarde: "Wij willen met hem verder werken. Maar zijn management maakt het moeilijk en dat zorgt voor extra druk. Dat is geen voordeel voor hen. Zeker niet voor Ilan. Maar wij zijn gemotiveerd om hem verder op te leiden." Een van de redenen waarom Team DSM van Wilder niet opstelde van dat jaar ondanks dat hij fit was, was omdat hij moest werken aan zijn "cooperation". Kemna verklaarde: "Het is een talent dat iets meer tijd nodig heeft omdat zijn ‘cooperation’ nog niet op punt staat. We werken daaraan.” Van Wilder verklaarde vooraf aan de Vuelta: “Morgen zou ik eigenlijk mijn debuut in een grote ronde maken, maar die kans is mij ontnomen. Ik kan niet uitleggen hoe teleurgesteld ik daarover ben en hoe down ik mij heb gevoeld de afgelopen weken”.
Midden november 2021 raakten Deceuninck–Quick-Step en Team DSM akkoord over de ontbinding van Van Wilders contract bij Team DSM. Van Wilder tekende voor twee seizoenen bij de Belgische formatie. Na te hebben bijgetekend bij Soudal-Quick Step in 2023 behaalde Van Wilder zijn eerste overwinning namens de Belgische ploeg. Hij won de eerste etappe in de Ronde van Duitsland van dat jaar, dit was tevens zijn eerste professionele overwinning. Niet veel later won hij ook zijn eerste eendagskoers, hij was de sterkste in de Ronde van de Drie Valleien dat in die editie een sterk deelnemersveld kende.

## Belangrijkste overwinningen
2017
Jongerenklassement Internationale Junioren Driedaagse, Junioren
2018
2e etappe Internationale Junioren Driedaagse, Junioren
Nokere Koerse, Junioren
2019
2e etappe Grote Prijs Priessnitz spa
Jongerenklassement Triptyque des Monts et Chateaux
2023
1e etappe Ronde van Duitsland
Eind- en jongerenklassement Ronde van Duitsland
Ronde van de Drie Valleien

## Resultaten in voornaamste wedstrijden
| Jaar | Ronde van Italië | Ronde van Frankrijk | Ronde van Spanje |
| ---- | ---------------- | ------------------- | ---------------- |
| 2020 |                  |                     | opgave           |
| 2021 |                  |                     |                  |
| 2022 |                  |                     | 40e              |
| 2023 | 12e              |                     |                  |
| 2024 |                  | 26e                 |                  |
| 2025 |                  | 32e                 |                  |

| Jaar | Amstel Gold Race | Luik-Bast.‑Luik | Ronde van Lombardije | Waalse Pijl | Clásica San Sebastián |
| ---- | ---------------- | --------------- | -------------------- | ----------- | --------------------- |
| 2020 |                  | 51e             |                      | 48e         |                       |
| 2021 |                  |                 |                      | 61e         | opgave                |
| 2022 |                  | opgave          | 13e                  | 80e         |                       |
| 2023 |                  | 22e             | 66e                  | 14e         |                       |
| 2024 |                  |                 |                      | 16e         |                       |
| 2025 | 54e              | 89e             |                      | opgave      |                       |

#### Resultaten in kleinere rondes
| Jaar | UAE Tour | Parijs-Nice | Ronde van Catalonië | Ronde van het Baskenland | Ronde van Romandië | Critérium du Dauphiné | Ronde van Zwitserland | Ronde van Polen |
| ---- | -------- | ----------- | ------------------- | ------------------------ | ------------------ | --------------------- | --------------------- | --------------- |
| 2021 |          |             |                     | 29e                      | 16e                | 44e                   |                       |                 |
| 2022 |          |             | opgave              |                          |                    |                       | opgave                |                 |
| 2023 |          |             | 43e                 |                          |                    |                       |                       | 4e              |
| 2024 | 4e       | 22e         | opgave              |                          |                    |                       |                       |                 |

(*) tussen haakjes aantal individuele etappeoverwinningen

## Ploegen
- 2020 –  Team Sunweb
- 2021 –  Team DSM
- 2022 –  Quick Step-Alpha Vinyl
- 2023 –  Soudal-Quick Step
- 2024 –  Soudal-Quick Step
- 2025 –  Soudal Quick-Step

## Onderscheidingen
- Beste jongere Kristallen Fiets: 2019[6]

Arensman (vanaf 1 juli) · Arndt · Benoot · Bol · Dainese · Denz · Donovan · Eekhoff · Gall · Haga · Hamilton · Hindley · Hirschi · Kanter · Kelderman · A. Kragh Andersen · S. Kragh Andersen · Matthews · Nieuwenhuis · Oomen · Pedersen · Power · Roche · Salmon · Storer · Stork · Sütterlin · Tusveld · Van Wilder · Vermaerke (stagiair)
Arensman · Arndt · Bardet · Benoot · Bol · Brenner · Combaud · Dainese · Denz · Donovan · Eekhoff · Gall · Haga · Hamilton · Hindley · Kanter · A. Kragh Andersen · S. Kragh Andersen · Leknessund · Markl · Nieuwenhuis · Pedersen · Roche · Salmon · Storer · Stork · Sütterlin · Tusveld · Vermaerke · Van Wilder
Alaphilippe  · Asgreen · Bagioli · Ballerini · Cattaneo · Cavagna · Cavendish · Černý · Declercq · Devenyns · Evenepoel  · Honoré · Jakobsen  · Keisse · Knox · Lampaert · Masnada · Mørkøv · Schmid · Sénéchal · Serry · Steels · Steimle · Štybar · Svrček (vanaf 1/7) · Van Lerberghe · Van Tricht · Van Wilder · Vansevenant · Vernon · Vervaeke · Raccani (stagiair)
Alaphilippe · Asgreen · Bagioli · Ballerini · Cattaneo · Cavagna · Černý · Declercq · Devenyns · Evenepoel    · Hirt · Jakobsen  · Knox · Lampaert · Masnada · Merlier · Mørkøv · Pedersen · Schmid · Sénéchal · Serry · Steimle · Svrček · Van Lerberghe · Van Tricht · Van Wilder · Vansevenant · Vernon · Vervaeke
Alaphilippe · Asgreen · Bastiaens · Cattaneo · Černý · Evenepoel      · Gelders · Hirt · Huby · Knox · Lampaert · Lamperti · Landa · Lecerf · Magnier · Masnada · Merlier · Moscon · Pedersen · Reinderink · Serry · Svrček · Van Lerberghe · Van Wilder · Vangheluwe · Vansevenant · Vervaeke · Warlop
- Gemeinsame Normdatei: 1300310448
- Virtual International Authority File: 5239169381426839550003